# Beauty and the Beast (canción de David Bowie)
«Beauty and the Beast» es la  canción de apertura del álbum de 1977, “Heroes”. Fue lanzada como el segundo sencillo del álbum en enero de 1978, convirtiéndose en un éxito menor, alcanzando #39 en las listas de Reino Unido.

## Lanzamiento
El sencillo de seguimiento a «“Heroes”», «Beauty and the Beast» fue considerado una opción poco convencional para ser publicado como sencillo. Editores de NME, Roy Carr y Charles Shaar Murray comentaron que su «ventaja discordante y amenazante (y fue uno de los sencillos más amenazante de un año amenazante) obviamente desanimaron a una gran cantidad de compradores de sencillos atraídos por el romanticismo embriagador de su predecesor inmediato». El lanzamiento de sencillo en los Estados Unidos falló en posicionarse, a pesar de haber sido reforzado con un sencillo de promoción de 12 pulgadas presentando el éxito anterior #1, «Fame» como lado B.

## Versiones en vivo
- Actuaciones de la gira The Stage han sido publicadas en Stage (1978) y Welcome to the Blackout (Live London '78) (2018).

## Otros lanzamientos
- La canción fue publicado como sencillo con "Sense of Doubt" como lado B el 13 de enero de 1978.[7]
- La canción ha aparecido en numerosos álbumes compilatorios de David Bowie:
  - Chameleon (1979)
  - The Singles Collection (1993)
  - The Best of David Bowie 1974/1979 (1998)
  - The Collection (2005)
  - The Platinum Collection (2006)
- Fue publicada como un disco ilustrado en la caja recopilatoria Life Time.[8]
- Una versión extendida de la grabación de estudio de la canción, originalmente publicada como sencillo en España, estuvo disponible en formato digital y CD por primera vez en 2017, en Re:Call 3, como parte de la caja recopilatoria A New Career in a New Town (1977-1982).[9]

## Otras versiones
- La canción fue versionada por la banda de metal cristiano Deliverance en su álbum Camelot-in-Smithereens (1995).[10]

## Lista de canciones
Todas las canciones escritas por David Bowie.
1. "Beauty and the Beast" – 3:36
2. "Sense of Doubt" – 3:59

La versión estadounidense del sencillo, también publicado en España, tiene "Fame" como lado B.

## Créditos
Créditos adaptados desde las notas del álbum.
- David Bowie – voz principal y coros, piano
- Robert Fripp – guitarra líder
- Carlos Alomar – guitarra rítmica
- George Murray – bajo eléctrico
- Dennis Davis – batería
- Brian Eno – sintetizador
- Antonia Maass – coros